# The Church of God
The Church of God (TCOG) är en amerikansk pingstkyrka bildad 1993 av Robert J Pruitt och andra avhoppare från Church of God of Prophecy (COGOP).
Pruitt fungerade som kyrkans ledare (General Overseer) fram till 2006 när Stephen Smith utsågs till hans efterträdare. En grupp som ansåg att valet av Smith gått oreglementsenligt till lämnade då TCOG och bildade The Church of God under the leadership of Bishop James C. Nabors.